# Zzyzx
 (novembre 2021).
Zzyzx, anciennement Soda Springs Camp, est une localité du comté de San Bernardino en Californie. Cet ancien site de Zzyzx Mineral Springs and Health Spa accueille aujourd'hui le Desert Studies Center (Centre d’études du Désert). On y trouve le lac de Tuendae à l'origine de la station thermale et un refuge pour la protection des chevesnes de la région de Mohave.
La Route Zzyzx, longue de 7,2 km, est une route rurale partiellement non bitumée conduisant de l'Interstate 15 à la zone Zzyzx.
La ville la plus proche est Baker en Californie (11 km) au nord. Las Vegas au Nevada est la ville importante la plus proche (160 km) au nord-est.
L'indicatif téléphonique est le 760 et le code ZIP est le 92309.

## Histoire

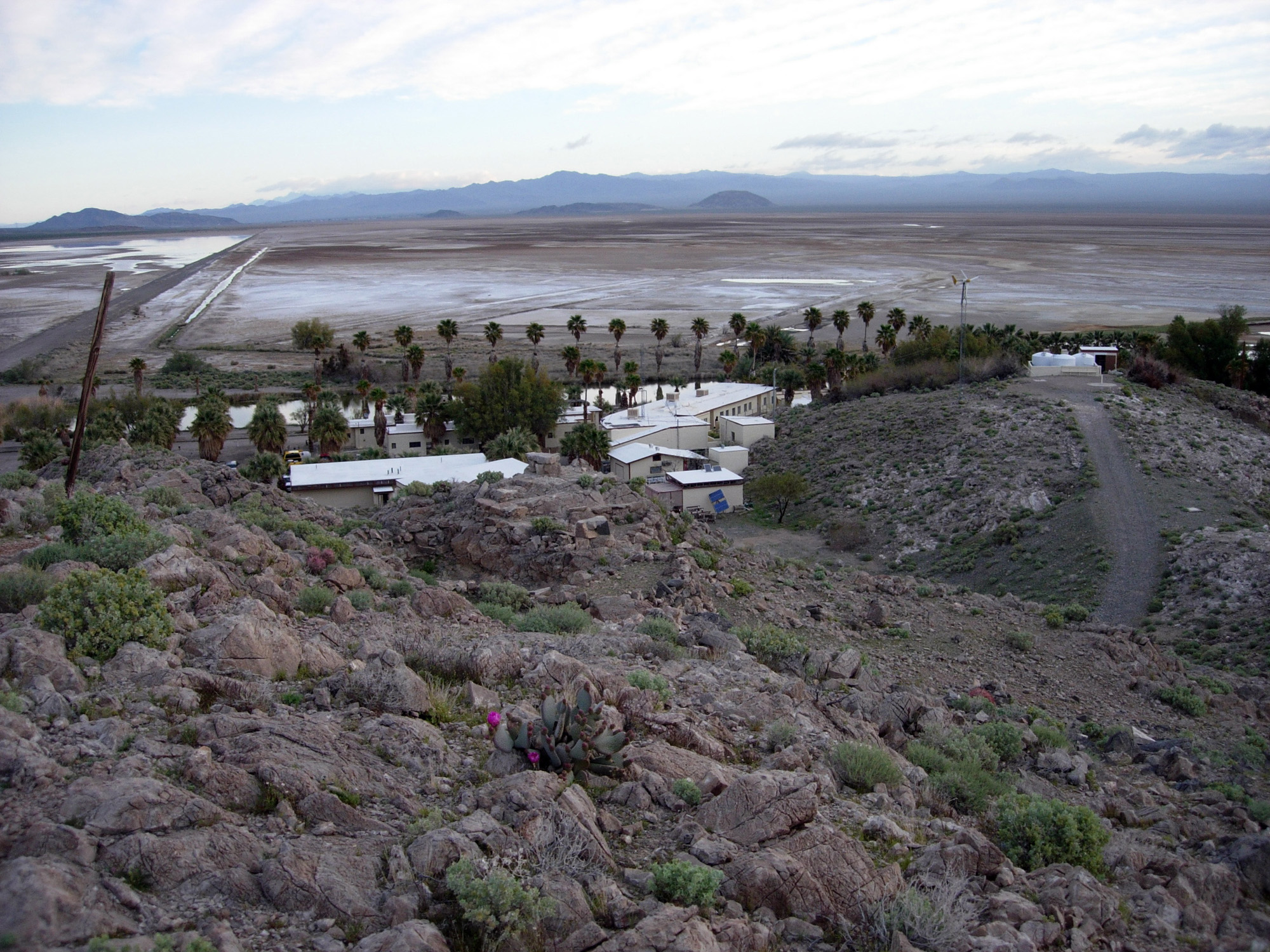
Centre d'études du désert à Zzyzx.

La source Soda Springs est connue depuis longtemps. C'est un site préhistorique et des pointes de flèches ainsi que des peintures rupestres peuvent être trouvées dans la région. La route de Mojave et le chemin de fer de Tonopah Tidewater passent à proximité. Des vestiges de wagons et de matériel ferroviaire peuvent encore être observés ainsi que des mines de sel.
Le nom Zzyzx fut donné en 1944 par Curtis Howe Springer afin qu'il soit le dernier de la langue anglaise. Il a édifié le Zzyzx Mineral Springs and Health Spa en 1944 sur un territoire domanial après la fin des concessions minières. Il utilisa la source pour embouteiller de l'eau destinée aux voyageurs désirant affronter la chaleur du désert. Il fit également venir des animaux des quatre coins du pays afin d'attirer les touristes dans son ranch. Il exploita la source jusqu’en 1974, date à laquelle il fut arrêté pour exploitation abusive du sol ainsi que pour des violations présumées des lois sur les aliments et les médicaments. Les terres ont alors été récupérées par le gouvernement.
Depuis 1976 la zone est gérée par l'Université de Californie et un centre d'étude du désert y a été installé.
Le 8 novembre 2022, le bâti de la localité est inscrit comme district historique au Registre national des lieux historiques  sous le nom de Soda Springs Historic District.

## Nom
Le nom Zzyzx a été approuvé comme nom de lieu par le Conseil des États-Unis sur les lieux géographiques le 14 juin 1984. De même que pour le nom de la route, c'est le dernier nom de lieu dans l'ordre alphabétique aux États-Unis.

## Culture populaire
Zzyzx est le titre d'une chanson de Stone Sour, issue de l'album Come What(ever) May, et le nom d'un album de Zeromancer.
C'est aussi le nom de la prison dans laquelle les démons sont emprisonnés dans la série de fantasy Fablehaven.
Le chanteur français Michel Polnareff y a donné une interview à la chaîne de télévision Canal+ en 1996.
En septembre 2016 paraît chez l'éditeur anglais Mack, le livre ZZYZX du photographe Gregory Halpern, dont le nom fait référence à l'ancien site Zzyzx Mineral Springs and Health Spa.
L'endroit apparaît également dans le roman de Michael Connelly, Los Angeles River, comme zone de crime.
Des scènes du film Dune y ont été tournées.